# 1633 (romanzo)
1633 è un romanzo ucronico scritto in collaborazione da Eric Flint e David Weber, seguito diretto al romanzo 1632 nella Collana del 1632. 1633 è il secondo romanzo principale della serie e assieme alla raccolta Ring of Fire, i due seguiti danno il via al tratto distintivo della serie di essere un universo aperto alle collaborazioni di diversi autori.

## Trama
1633 continua da dove 1632 finisce. Buona parte del romanzo illustra le varie manovre politiche dei Nuovi Stati Uniti e il tentativo del Cardinale Richelieu di annullare la minaccia posta dal vantaggio tecnologico che gli up-timers hanno fornito a Re Gustavo Adolfo e alla sua Confederazione dei Principati d'Europa. Richelieu cambia completamente la politica estera del Regno di Francia e forma in gran segreto un'alleanza, la Lega di Ostenda (Francia, Spagna, Inghilterra e Danimarca), il cui scopo è contrapporsi a Gustavo Adolfo e ai NUS; la formazione di questa alleanza intrappola le missioni diplomatiche inviate da Mike Stearns in Inghilterra e Paesi Bassi a seguito della Battaglia delle Quattro Flotte in cui la Lega si manifesta per la prima volta annientando la flotta olandese.
Uno dei temi principali della storia (sia del romanzo che della serie), e ragione importante dietro la formazione della Lega di Ostenda, sono le informazioni contenute nei libri di storia OTL dal futuro relative al XVII secolo, a seguito della diffusione delle quali diversi governi cercano di volta in volta di accelerare, fermare o deviare il corso degli eventi come descritto nei libri dal futuro

## Edizioni
- eBook/CDROM version (giugno 2002) Baen DOI: 0743435427
- 2002, USA, Baen Books (ISBN 0-7434-3542-7), Data di pubblicazione 2002, copertina rigida (prima edizione)
- 2003, USA, Baen Books (ISBN 0-7434-7155-5), luglio 2003, Edizione tascabile